# 8 août
Pour les articles homonymes, voir Huit-Août.
8 juillet 8 septembre
Chronologies thématiques
- Croisades
- Ferroviaires
- Sports
- Disney
- Anarchisme
- Catholicisme

Abréviations / Voir aussi
- (° 1852) = né en 1852
- († 1885) = mort en 1885
- a.s. = calendrier julien
- n.s. = calendrier grégorien
- Calendrier
- Calendrier perpétuel
- Liste de calendriers
- Naissances du jour

Le 8 août ou 8 aout est le 220e jour de l’année du calendrier grégorien, 221e lorsqu'elle est bissextile, il en reste ensuite 145.
Son équivalent était généralement le 21 thermidor du calendrier républicain / révolutionnaire français, officiellement dénommé jour de la carline (une plante).

## Événements

### IIesiècle
- 117 : Hadrien devient empereur à Rome, en ce jour de décès (ci-après) de son prédécesseur direct Trajan sur ce trône impérial.

### Vesiècle
- 449 : ouverture du « brigandage d’Éphèse ».

### XIIIesiècle
- 1220 : la Suède est battue par les Estoniens, à la bataille de Lihula.

### XIVesiècle
- 1322 : au Japon, l’empereur Go-Daigo désigne le monastère Sojiji, comme monastère principal de la secte Sōtō.
- 1381 : le traité de Turin, entre Venise et Gênes, met fin à la guerre de Chioggia.

### XVIesiècle
- 1509 : le couronnement de Krishna Deva Râya inaugure l'épanouissement du royaume de Vijayanâgara.
- 1549 : la France déclare la guerre à l’Angleterre.
- 1567 : l’armée du duc d’Albe pénètre dans Bruxelles.
- 1570 : le traité de paix de Saint-Germain-en-Laye met fin à la troisième guerre de religion.
- 1588 : bataille de Gravelines, lors de laquelle la flotte anglaise, commandée par sir Francis Drake, détruit l’armada espagnole, au large des côtes françaises.

### XVIIesiècle
- 1609 : le Sénat de Venise examine le télescope de Galilée.

### XVIIIesiècle
- 1788 : en France, le roi Louis XVI convoque les États généraux, pour le 5 mai 1789.
- 1793 : Lyon se révolte contre la Convention montagnarde.

### XIXesiècle
- 1854 : adoption des Quatre points de Vienne : la Russie renonce à son influence, dans les principautés roumaines ; abandonne son projet de protectorat religieux ; accepte la liberté de navigation sur le Danube ; ainsi que la modification de la Convention des Détroits de 1841 (plus de navires de guerre).
- 1870 : à Marseille, face à la situation désastreuse du pays, un mouvement insurrectionnel, avec à sa tête le radical Gaston Crémieux, tente en vain de proclamer la République, et d'instaurer une Commune révolutionnaire. Mais le mouvement est rapidement maté, et Crémieux est arrêté le lendemain, déféré devant un conseil de guerre, condamné à mort et exécuté.
- 1873 : à Bruxelles, Paul Verlaine est condamné à deux ans de prison. Il avait tiré deux coups de revolver sur Arthur Rimbaud, et la justice belge avait mis en lumière son homosexualité (raison majeure de cette condamnation).
- 1880 : ouverture à Boma, par des missionnaires catholiques, de la première école de la République démocratique du Congo, comptant dès le départ une vingtaine d’enfants.

### XXesiècle
- 1907 : loi électorale en Espagne. Les élections sont supprimées, en cas de candidature unique. Succès électoral des républicains et des régionalistes catalans.
- 1908 : Wilbur Wright effectue son premier vol sur le circuit du Mans. C’est le premier vol de démonstration des frères Wright.
- 1916 :
  - lors de la Première Guerre mondiale, prise de Görtz-Gorizia en Italie par la 3e armée italienne sous les ordres du duc d'Aoste.
  - lors de la Première Guerre mondiale, victoire russe dans le Caucase à la bataille de Bitlis.
- 1918 : lors de la Première Guerre mondiale, début de l'offensive alliée pour la bataille d'Amiens. D’après Ludendorff, c'est « le jour de deuil de l'armée allemande », plusieurs divisions allemandes sont balayées par les forces alliées.
- 1925 : le Ku Klux Klan tient son premier congrès national public à Washington.
- 1929 : le dirigeable allemand Graf Zeppelin commence un vol autour du monde.
- 1931 : les travailleurs entrent en grève au barrage Hoover.
- 1936 : la France ferme ses frontières avec l'Espagne.
- 1938 : début de la construction du camp de concentration de Mauthausen.
- 1940 :
  - la directive « Aufbau Ost » est signé par Wilhelm Keitel.
  - début de la bataille d'Angleterre.
- 1942 :
  - à Washington, DC, six Allemands accusés de sabotage (opération Pastorius) sont exécutés (Seconde Guerre mondiale).
  - la résolution Quit India est adoptée à Bombay, ce qui entraîne le début d'un mouvement de désobéissance civile à travers l'Inde.
- 1944 : élection générale québécoise, afin d’élire les députés de la 22e législature à l’Assemblée législative de la province de Québec (Canada).
- 1945 :
  - accord de Londres, lors duquel est décidée la mise en place d'un Tribunal militaire international afin de traduire en justice les « grands criminels, dont les crimes sont sans localisation géographique précise ».
  - la Charte des Nations unies est signée par les États-Unis.
- 1949 : indépendance du Bhoutan.
- 1955 : ouverture à Genève d’une conférence sur l'utilisation pacifique de l'énergie atomique.
- 1956 : Belgique : 262 mineurs meurent dans la catastrophe du charbonnage du Bois du Cazier
- 1956 : l'Union soviétique reconnaît la nationalisation du canal de Suez comme légitime.
- 1958 : à la demande de l'Union soviétique, l'Assemblée générale des Nations unies se réunit en session extraordinaire, afin d'examiner la crise au Proche-Orient. Une résolution invite les forces étrangères à se retirer du Liban et de Jordanie.
- 1960 : l’autonomie du Sud-Kasaï est proclamée.
- 1967 : fondation de l'ASEAN.
- 1973 : enlèvement de Kim Dae-jung par le KCIA, les services secrets sud-coréens du dictateur Park Chung-hee. Kim Dae-jung est sauvé in extremis d'une tentative d'assassinat du KCIA, grâce à l'intervention, de sa propre initiative, de l'ambassadeur américain Philip Habib.
- 1980 : trois régions belges sont créées par la loi spéciale de réforme institutionnelle de ce 8 août 1980.
- 1981 : Ronald Reagan autorise la fabrication de la bombe à neutrons.
- 1983 : coup d'État au Guatemala. Oscar Mejia Victores renverse Efraín Ríos Montt.
- 1984 : le président de Mongolie, Yumjagiyn Tsedenbal, doit démissionner pour cause d’autoritarisme. Son successeur Jambyn Batmonkh le rend responsable de la « stagnation » du pays.
- 1988 :
  - point culminant du soulèvement démocratique en Birmanie.
  - annonce officielle de la fin de la guerre Iran-Irak. Le conflit a fait un million de morts et des centaines de milliers de blessés.
- 1990 : l’Irak annexe le Koweït.
- 1991 :
  - création de la 8e région du Mali, à la suite des accords de Tamanghasset (6 janvier 1991), mettant fin à la rébellion touareg de 1990-1991.
  - John McCarthy, journaliste britannique otage au Liban pendant plus de cinq ans, du fait du Jihad islamique, est libéré.
  - le Vlora arrive à Bari, avec 20 000 réfugiés albanais à bord.
- 1996 :
  - États-Unis : vote par le Congrès américain de la loi d’Amato-Kennedy.
  - Cambodge : le dirigeant khmer rouge Ieng Sary se rallie au régime de Phnom Penh[2]. Les Khmers rouges se divisent en deux factions, l'une pacifiste et l'autre belliqueuse. Des milliers de rebelles se rangent aux côtés du gouvernement, tandis que les autres, menés par Pol Pot, se regroupent au nord du pays.
- 2000 :
  - l'ancien ministre de Malaisie, Anwar Ibrahim, est condamné à neuf ans de prison pour sodomie.
  - la Cour suprême du Chili lève l'immunité du sénateur et ex-dictateur Augusto Pinochet.

### XXIesiècle
- 2001 : Lyonpo Khandu Wangchuk devient Premier ministre du Bhoutan.
- 2002 :
  - la Corée du Nord et la Corée du Sud décident la création d'un lieu permanent de rencontre, pour les familles séparées par la division de la péninsule.
  - date limite fixée par le pouvoir du Zimbabwe aux fermiers blancs pour abandonner leurs terres.
- 2008 : début d'une crise grave entre la Géorgie et la Russie, sur la question de l'Ossétie-du-sud.
- 2017 : Uhuru Kenyatta est réélu président du Kenya.
- 2019 : en Russie, sur une « plateforme maritime » de la base militaire de Nionoksa, située dans le Grand Nord, survient une puissante explosion. Selon de nombreux experts américains, l'explosion est liée au développement du « Bourevestnik », un missile à propulsion nucléaire vanté par Vladimir Poutine début 2019.
- 2024 : 
  - après avoir fait une brève apparition publique à Barcelone lors de la séance d'investiture de Salvador Illa, Carles Puigdemont parvient à s'échapper et rejoindre la Belgique[3].
  - au Bangladesh, le prix Nobel de la paix Muhammad Yunus devient chef du gouvernement intérimaire, trois jours après la démission et la fuite de la Première ministre Sheikh Hasina, à la suite de manifestations réprimées dans le sang[4]. Il est relaxé en appel le 6 août[5].
- 2025 : l'Arménie et l'Azerbaïdjan concluent un accord de paix pour mettre un terme au conflit du Haut-Karabagh[6].

## Arts, culture et religion
- 1817 : Anne Louis Henri de La Fare, ancien évêque de Nancy, et ancien député aux États généraux de 1789, est nommé archevêque de Sens.
- 1960 : la maison de disques anglaise Decca détruit 25 000 copies du disque de Ray Peterson Tell Laura I Love Her considéré comme sans goût et vulgaire.
- 1969 : sur un passage piéton à Londres, le photographe Iain MacMillan réalise la photographie qui deviendra la pochette de l'album Abbey Road des Beatles.

## Sciences et techniques
- 1576 : la première pierre de l’observatoire Uraniborg de l’astronome danois Tycho Brahe est posée.
- 1876 : Thomas Edison invente le mimographe, appelé aussi duplicateur à pochoir.
- 1935 : premier vol du Morane-Saulnier MS.405, prototype du MS.406.
- 1940 : premier vol commercial d’un avion à cabine pressurisée, le Boeing 307 B.
- 1946 : premier vol du Convair B-36.
- 1966 : première greffe d’une prothèse cardiaque, à Houston (États-Unis).
- 1968 : Juro Wada effectue avec succès la première transplantation cardiaque du Japon.
- 1989 : l’Agence spatiale européenne lance le satellite d’astrométrie Hipparcos.
- 2000 : le sous-marin confédéré CSS H. L. Hunley est ramené à la surface après 136 ans passés sur le plancher océanique.

## Économie et société
- 1868 : le caporal Thibault des sapeurs-pompiers réalise de nombreux sauvetages lors d'un incendie rue Saint-Antoine à Paris. Héros de la nation il est décoré de la Légion d'Honneur par l'empereur Napoléon III.
- 1956 : accident dans la mine du Bois du Cazier, près de Marcinelle.
- 1963 : attaque du train postal Glasgow-Londres, qui rapporte à ses auteurs un butin de 2,6 millions de livres sterling (30 millions de francs) en billets usagés, à l'occasion du 34e anniversaire de l'un d'entre eux.
- 1969 : tremblement de terre en Iran.
- 1975 : en Chine, la rupture du barrage de Banqiao se produit, causant des milliers de morts.
- 1986 : ouverture de la première Bourse en Chine, à Shenyang.
- 1991 : la Tour de transmission de Radio Varsovie, plus haute construction jamais construite à l'époque, s'effondre.
- 2008 : ouverture des Jeux olympiques d'été de 2008, à Pékin.
- 2016 :
  - le jour du dépassement de l'année 2016 est atteint.
  - attentat à la bombe et fusillade à Quetta au Pakistan.
- 2017 : un séisme meurtrier frappe le Sichuan, en Chine.
- 2023 : les huit pays de l'Organisation du traité de coopération amazonienne, réunis en sommet à Belém, au Brésil, annoncent la création de l'Alliance amazonienne de combat contre la déforestation[7].

## Naissances

### XIesiècle
- 1079 : Horikawa (堀河天皇), soixante-treizième empereur du Japon, de 1087 à sa mort († 9 août 1107).

### XVIesiècle
- 1518 : Conrad Lycosthenes, humaniste alsacien († 25 mars 1561).

### XVIIesiècle
- 1605 : Cecilius Calvert, 2e baron Baltimore, colonisateur anglais († 30 novembre 1675).
- 1646 : Godfrey Kneller, peintre de portraits britannique(† 19 octobre 1723).
- 1693 : Laurent Belissen, compositeur français († 15 juillet 1762).
- 1694 : Francis Hutcheson, philosophe écossais († 8 août 1746).

### XVIIIesiècle
- 1732 : Johann Christoph Adelung, bibliothécaire et philologue allemand († 10 septembre 1806).
- 1746 : Hieronymus van Alphen, écrivain néerlandais († 2 avril 1803).
- 1748 : Johann Friedrich Gmelin, naturaliste allemand († 1er novembre 1804).
- 1750 : René Vallée, prêtre réfractaire français († 12 mai 1794)
- 1751 : Étienne Maynaud Bizefranc de Lavaux, général français († 12 mai 1828).
- 1754 : Hipólito Ruiz López, botaniste espagnol († 1815)
- 1763 : Charles Bulfinch, architecte américain († 15 avril 1830).
- 1768 : Jean Pierre François Bonet, général de division français († 23 novembre 1857).
- 1774 : Jacques Auguste Anne Léon Le Clerc de Juigné, militaire et parlementaire français († 7 mai 1850).
- 1784 : Alban de Villeneuve-Bargemont, économiste et homme politique français († 8 juin 1850).
- 1788 : Antoinette Béfort, artiste peintre française († après 1840)
- 1788 : Ambroise Anatole Augustin de Montesquiou-Fezenzac, militaire et homme politique français († 22 janvier 1878).
- 1793 : Robert Nelson, médecin, chirurgien, député, professeur, fonctionnaire, chef politique et militaire, président du gouvernement provisoire de la République du Bas-Canada de février à novembre 1838 († 1er mars 1873).
- 1797 : Joseph-Nicolas Robert-Fleury, peintre français († 5 mai 1890).

### XIXesiècle
- 1801 : Victor Jacquemont, naturaliste et explorateur français († 7 décembre 1832).
- 1808 : Léonce Angrand, diplomate, dessinateur et collectionneur français († 11 janvier 1886)
- 1809 : Ljudevit Gaj, linguiste, homme politique, journaliste et écrivain croate († 20 avril 1872).
- 1816 : Filippo Parlatore, botaniste italien († 9 septembre 1877).
- 1824 : Marie de Hesse et du Rhin, impératrice de Russie, épouse de l’empereur Alexandre II († 8 juin 1880).
- 1829 : Lucien-Anatole Prévost-Paradol, journaliste et essayiste français († 20 juillet 1870).
- 1839 :
  - Friedrich Hermann Otto Finsch, explorateur, ethnographe et naturaliste allemand († 31 janvier 1917)
  - Nelson Appleton Miles, général américain qui a servi pendant la guerre de Sécession, les guerres indiennes et la guerre hispano-américaine († 15 mai 1925).
- 1850 : Kurt von Tepper-Laski, officier, écrivain, sportif, journaliste et militant pacifiste allemand († 5 février 1931).
- 1851 : Jules Lagneau, professeur de philosophie († 22 avril 1894).
- 1857 : Cécile Chaminade, pianiste et compositrice française († 13 avril 1944).
- 1859 : Willy (Henry Gauthier-Villars dit), journaliste, critique musical et romancier français, premier mari de Colette († 12 janvier 1931).
- 1861 : William Bateson, biologiste britannique († 8 février 1926).
- 1863 : Jean Leon Gerome Ferris, peintre américain († 18 mars 1930).
- 1864 : Giuseppe Pennella, général italien († 15 septembre 1925)
- 1865 : Robert Haab, homme politique suisse († 15 octobre 1939).
- 1866 : Matthew Henson, explorateur américain († 9 mai 1955).
- 1869 : Louis Valtat, peintre français († 2 janvier 1952).
- 1870 : John Steppling, acteur et réalisateur américain († 5 avril 1932).
- 1874 :
  - Vladimir Alexandrovitch Bazarov (Владимир Александрович Базаров), philosophe marxiste et économiste russe († 16 septembre 1939).
  - Tristan Klingsor (Léon Leclère dit) poète, musicien, peintre et critique d’art français († 3 août 1966).
- 1875 : Artur da Silva Bernardes, homme politique brésilien, président de 1922 à 1926 († 23 mars 1955).
- 1877 : Walter Bauer, théologien allemand, spécialiste des débuts du christianisme († 17 novembre 1960).
- 1878 : Maurice-Louis Dubourg, évêque de Marseille de 1928 à 1936, et archevêque de Besançon de 1936 à 1954 († 31 janvier 1954).
- 1879 :
  - Emiliano Zapata Salazar, un des principaux acteurs de la révolution mexicaine de 1910 († 10 avril 1919).
  - Bob Smith, médecin américain, cofondateur d’Alcooliques anonymes († 16 novembre 1950).
- 1880 : Sir Earle Christmas Grafton Page, homme politique australien, premier ministre en avril 1939 († 20 décembre 1961).
- 1881 : Ewald von Kleist, maréchal allemand († 13 novembre 1954).
- 1882 :
  - François Piétri, homme politique français († 17 août 1966).
  - Ladislas Starevitch (Владислав Старевич), réalisateur russe d’origine polonaise de films d’animations († 26 février 1965).
- 1884 : Sara Teasdale, poétesse américaine († 29 janvier 1933).
- 1885 : Conrad Gauthier, auteur-compositeur-interprète, comédien, et folkloriste québécois († 14 février 1964).
- 1887 : Malcolm Keen, acteur britannique († 30 janvier 1970).
- 1888 : César Vezzani, ténor français († 11 novembre 1951).
- 1890 : Zofia Kossak-Szczucka, écrivain, essayiste et résistante polonaise († 9 avril 1968).
- 1891 :
  - Adolf Busch, violoniste allemand († 9 juin 1952).
  - John McDermott, golfeur américain († 2 août 1971).
- 1892 : Karl Lennart Oesch, général finlandais († 28 mars 1978).
- 1895 : Jean Navarre, aviateur militaire français († 10 juillet 1919).
- 1896 :
  - George Dawson Preston, physicien britannique († 22 juin 1972).
  - Marjorie Kinnan Rawlings, écrivain américain († 14 décembre 1953).
- 1899 : Owen Marks, monteur britannique († 18 septembre 1960).
- 1900 :
  - Lucky Millinder, musicien américain de rhythm and blues († 28 septembre 1966).
  - Victor Young, compositeur et acteur américain († 10 novembre 1956).
  - Robert Siodmak, réalisateur, scénariste, producteur et acteur germano-américain († 10 mars 1973).

### XXesiècle
- 1901 :
  - Nina Berberova (Ни́на Никола́евна Бербе́рова), écrivaine et poétesse russe († 26 septembre 1993).
  - Ernest Orlando Lawrence, physicien américain, prix Nobel de physique en 1939 († 27 août 1958).
- 1902 : Paul Dirac, physicien et mathématicien britannique, prix Nobel de physique en 1933 († 20 octobre 1984).
- 1905 : André Jolivet, compositeur français († 20 décembre 1974).
- 1907 :
  - Valentin Abeille, résistant français, compagnon de la Libération († 2 juin 1944).
  - Benny Carter, musicien de jazz américain († 12 juillet 2003).
  - Virgil Walter Ross, artiste et animateur américain († 15 mai 1996).
- 1908 :
  - Georges Matoré, lexicologue français († 5 octobre 1998).
  - Ford Rainey, acteur américain († 25 juillet 2005).
- 1909 : François Charles Joseph Valentin, personnalité politique française († 24 septembre 1961).
- 1910 :
  - Katherine Oppenheimer, biologiste et botaniste germano-étatsunienne († 27 octobre 1972).
  - Eugène Leroy, peintre français († 10 mai 2000).
  - Sylvia Sidney, actrice américaine († 1er juillet 1999).
  - Johanna Weber, mathématicienne et aérodynamicienne allemande puis britannique († 24 octobre 2014).
- 1911 :
  - Rosetta LeNoire (Rosetta Olive Burton dite), actrice et scénariste américaine († 17 mars 2002).
  - Philippe de Scitivaux, aviateur français, compagnon de la Libération († 10 août 1986).
- 1912 : Daniel Mann, réalisateur américain († 21 novembre 1991).
- 1914 : Pierre de Bénouville, écrivain, homme politique et résistant français († 4 décembre 2001).
- 1915 : Mathias Clemens, coureur cycliste luxembourgeois († 26 novembre 2001).
- 1916 :
  - Shigeo Arai (新井 茂雄), nageur japonais († 19 juillet 1944).
  - Gilles Martinet, journaliste, homme politique et intellectuel de gauche français († 29 mars 2006).
- 1918 : Brian Stonehouse peintre et agent du service spécial britannique Special Operations Executive, section F († 2 décembre 1998).
- 1919 :
  - Jean Fréour, sculpteur français († 11 juin 2010).
  - Dino De Laurentiis (Agostino De Laurentiis dit), acteur et producteur de cinéma italien voire international († 11 novembre 2010).
- 1920 :
  - Robert Bonnaventure, coureur cycliste français († janvier 2015).
  - André Bourguignon, psychiatre français († 9 avril 1996).
  - Jacques Hébert, compagnon de la Libération († 15 février 2018).
  - Jean Leclant, égyptologue français, secrétaire perpétuel de l’Académie des inscriptions et belles-lettres († 16 septembre 2011).
  - Francesco Marino Di Teana, sculpteur italien, auteur d’œuvres monumentales et architecturales († 1er janvier 2012).
  - Jimmy Witherspoon, chanteur de blues américain († 18 septembre 1997).
- 1921 :
  - William Asher, réalisateur, producteur et scénariste américain († 16 juillet 2012).
  - Webb Pierce, chanteur de musique country et guitariste américain († 24 février 1991).
  - Esther Williams, nageuse de compétition et actrice américaine († 6 juin 2013).
- 1922 :
  - Rory Calhoun (Francis Timothy McCown dit), acteur, producteur, scénariste américain († 28 avril 1999).
  - Rudi Gernreich, styliste américain († 21 avril 1985).
  - Alberto Granado, biochimiste argentin († 5 mars 2011).
- 1923 : Antonio Quarracino, cardinal archevêque de Buenos Aires († 28 février 1998).
- 1924 :
  - Édouard Jaguer, dessinateur, poète et critique d’art français († 9 mai 2006).
  - Stan Miasek, joueur professionnel de basket-ball américain († 18 octobre 1989).
- 1925 :
  - Pierre Garin (Pierre Petit dit), acteur et doubleur vocal français et picard, la célèbre voix française du capitaine Dobey de la série américaine "Starsky et Hutch" († 7 juillet 1985).
  - Alija Izetbegović (Алија Изетбеговић), homme politique et philosophe bosniaque yougoslave, président de la Bosnie-Herzégovine de 1990 à 1998 puis de février à octobre 2000 († 19 octobre 2003).
- 1926 :
  - Richard Anderson, acteur américain († 31 août 2017).
  - Francisco Masip Llop, coureur cycliste espagnol catalan († 25 septembre 2015).
- 1927 : Bill Gadsby, joueur de hockey sur glace canadien († 10 mars 2016).
- 1928 : Stanley Mann, producteur et scénariste canadien († 11 janvier 2016).
- 1929 :
  - Ronnie Biggs (Ronald Arthur Biggs dit), bandit anglais, auteur de l’attaque du train postal Glasgow-Londres en 1963 († 18 décembre 2013).
  - Francis John Mitchell, herpétologiste australien († 23 février 1970).
  - Josef Suk, violoniste concertiste et chambriste tchèque († 7 juillet 2011).
  - Luis García Meza Tejada, dictateur de Bolivie après le coup d’État du 17 juillet 1980 († 29 avril 2018).
- 1930 : Terry Nation, scénariste américain († 9 mars 1997).
- 1931 :
  - Édouard Luntz, réalisateur et scénariste français († 26 février 2009).
  - Roger Penrose, physicien et mathématicien britannique.
- 1933 : Joe Tex (Joseph Arrington Jr. dit), chanteur de musique soul († 13 août 1982).
- 1934 : Claudio Hummes, cardinal brésilien, préfet de la Congrégation pour le clergé († 4 juillet 2022).
- 1935 :
  - Donald Bellisario, auteur, créateur et producteur de séries télévisées américain.
  - Ciriaco Morón Arroyo, philologue espagnol.
- 1936 : Frank Howard (en), joueur puis gérant de baseball américain.
- 1937 : Dustin Hoffman, acteur américain.
- 1938 :
  - Jacques Hétu, compositeur québécois († 9 février 2010).
  - Connie Stevens, actrice et chanteuse américaine.
- 1939 : Viorica Viscopoleanu, athlète roumaine spécialiste du saut en longueur.
- 1940 :
  - Monique Jérôme-Forget, femme politique québécoise.
  - Morshed Khan, homme d'affaires et homme politique bangladais.
  - Dennis Tito, millionnaire américain, premier « touriste de l’espace ».
  - Just Jaeckin, photographe et réalisateur français († 6 septembre 2022).
- 1941 :
  - Tyronne Fernando (:ටිරොන් ෆර්නැන්ඩො), homme politique srilankais, ministre des Affaires étrangères de 2001 à 2004 († 26 février 2008).
  - Georges Heylens, footballeur et entraîneur belge.
  - Hubert Schoonbroodt, organiste, hautboïste et chef d’orchestre belge († 5 février 1992).
- 1942 :
  - James Blanchard, homme politique et diplomate américain, gouverneur du Michigan de 1983 à 1991 et ambassadeur des États-Unis au Canada de 1993 à 1996.
  - Tory Ann Fretz, joueuse de tennis américaine.
- 1943 :
  - Mohamed Jegham (محمد جغام), homme politique et homme d’affaires tunisien, trois fois ministre.
  - Sandy Pearlman, producteur de musique américain, gérant, poète et auteur († 26 juillet 2016).
- 1944 :
  - Bernard Menez, comédien français.
  - William Severlyn Hewitt, joueur américain professionnel de basket-ball.
  - John Renbourn, guitariste anglais († 26 mars 2015).
- 1946 : Edward Thomas (Ed) Schafer, homme politique américain, gouverneur du Dakota du Nord de 1992 à 2000 et secrétaire à l’Agriculture des États-Unis de 2008 à 2009.
- 1947 :
  - Ken Dryden, avocat, auteur, joueur de hockey sur glace et homme politique canadien, député du Parti libéral du Canada et ministre du Développement social de 2004 à 2005.
  - Péter Szőke, joueur de tennis hongrois.
  - Albert Vanucci, footballeur français.
  - Larry Wilcox, acteur américain.
- 1948 :
  - Ousainou Darboe, homme politique, avocat et défenseur des droits de l’Homme gambien.
  - Viktor Pougatchev (Ви́ктор Гео́ргиевич Пугачёв), aviateur soviétique puis russe.
  - Svetlana Y. Savitskaya (Светлана Евгеньевна Савицкая), spationaute soviétique.
- 1949 :
  - Keith Carradine, acteur, compositeur et producteur américain.
  - Marie (Marie-France Dufour dite), chanteuse française († 18 octobre 1990).
  - Roger Legeay, coureur cycliste français.
- 1950 :
  - Annette Ardisson, journaliste française de radio, l'ORTF puis Radio France († 10 octobre 2019).
  - Martine Aubry, femme politique française, maire de Lille depuis 2001, Première secrétaire du Parti socialiste de 2008 à 2012 et plusieurs fois ministre.
  - Greg Polis, joueur professionnel de hockey sur glace. († 17 mars 2018).
- 1951 :
  - Martin Brest, réalisateur, producteur, acteur, scénariste et monteur américain.
  - Mohamed Morsi, homme d'État égyptien, président de la République de 2012 à 2013 († 17 juin 2019).
  - Mamoru Oshii, réalisateur japonais.
  - Randy Shilts, journaliste et auteur américain († 17 février 1994).
  - Genevieve Delali Tsegah, diplomate ghanéenne.
  - Louis van Gaal, entraîneur de football néerlandais.
- 1952 :
  - Brigitte Ahrenholz, rameuse d'aviron allemande († avril 2018).
  - Jostein Gaarder, écrivain et philosophe norvégien.
  - Jean-Claude Mermoud, homme politique suisse († 6 septembre 2011).
- 1953 :
  - Nigel Mansell, pilote automobile anglais.
  - Don Most, acteur américain.
- 1954 : Dominique Bertram, bassiste et contrebassiste français.
- 1955 :
  - Barbara Petzold-Beyer, fondeuse allemande.
  - Herbert Prohaska, footballeur et entraîneur autrichien.
  - Branscombe Richmond, acteur américain.
- 1956 :
  - Cecilia Roth, actrice argentine.
  - Miloš Šestić, footballeur serbe.
- 1957 :
  - Hervé Dubuisson, joueur puis entraîneur de basket-ball français.
  - Roberto Rojas, footballeur chilien.
  - Ronald Weigel, athlète allemand spécialiste de la marche athlétique.
  - Masahiro Hara, inventeur du QR code.
- 1958 :
  - Jean Cornil, homme politique socialiste belge.
  - Francis Lalanne, chanteur français.
  - Mauro Maur, trompettiste et chef d’orchestre italien.
- 1959 :
  - Rubén Walter Paz Márquez, footballeur uruguayen.
  - Leonid Youdassine (ליאוניד גריגורייביץ' יודסין ; Леонид Григорьевич Юдасин), grand maître et entraîneur de renom soviétique puis israélien du jeu d'échecs.
- 1960 :
  - Ralf König, dessinateur de bandes dessinées allemand.
  - Bruno Pellicier, karatéka français.
- 1961 :
  - Guy Birenbaum, universitaire, éditeur et chroniqueur français.
  - Bruce Matthews, joueur de football américain.
  - Lena Sandin, joueuse de tennis suédoise.
  - The Edge (David Howell Evans dit), guitariste britannique du groupe U2.
  - Margo Verdoorn (Annemieke Verdoorn dite), actrice et chanteuse néerlandaise.
- 1962 : Ralph Rieckermann, musicien américain.
- 1963 :
  - Rika Fukami (深見 梨加), doubleuse (seiyū) japonaise.
  - Leo Gamez, boxeur vénézuélien, champion du monde WBA dans 4 catégories différentes.
  - Hur Jin-ho (허진호), réalisateur et scénariste sud-coréen.
- 1964 :
  - Gérard Deltell, homme politique québécois.
  - Klaus Ebner, écrivain et traducteur autrichien.
  - Gilles Verdez, journaliste, chroniqueur à la télévision et à la radio et écrivain français.
  - Nicolae Juravschi, céiste moldave, double champion olympique.
- 1966 :
  - Mohiro Kitoh, mangaka japonais.
  - Mikhaïl Valerievitch Kouzovlev, banquier et financier russe.
  - Patrice Lhotellier, fleurettiste français, champion olympique.
- 1967 :
  - Marcelo Balboa, joueur américain de football.
  - Branko Brnović, footballeur yougoslave puis monténégrin.
  - Uche Okafor, footballeur nigérian († 6 janvier 2011).
  - Lee Unkrich, réalisateur et acteur américain.
- 1968 :
  - Jean-Marie Lukulasi Massamba, homme politique congolais.
  - Marco Grassi, footballeur suisse.
  - Florin Prunea, footballeur roumain.
- 1969 : Alex Robinson, dessinateur de bandes dessinées américain.
- 1970 :
  - Pascal Duquenne, acteur belge.
  - José Francisco Molina, footballeur espagnol.
  - Johann Mühlegg, skieur de fond espagnol.
  - Chester Williams, joueur de rugby à XV sud-africain († 6 septembre 2019).
- 1971 :
  - Maurice Beyina, joueur professionnel de basket-ball français.
  - Thomas Kokkinis, footballeur français.
- 1972 :
  - Axel Merckx, coureur cycliste professionnel belge.
  - Éric Poujade, gymnaste français.
- 1973 :
  - Isabelle Despres, kayakiste française.
  - Laurent Sciarra, joueur puis entraîneur français de basket-ball.
  - Scott Stapp, musicien, chanteur et compositeur américain du groupe Creed.
- 1974 :
  - Andy Priaulx, pilote automobile britannique.
  - Ulises Hernán de la Cruz Bernoid, footballeur équatorien.
- 1975 :
  - Samir Boughanem, footballeur franco-marocain.
  - Germinal Roaux, photographe et cinéaste franco-suisse.
  - Matt Shakman, réalisateur et ancien enfant acteur américain.
  - Makoto Tanaka (田中 誠), joueur de football japonais.
  - Federico Todeschini, joueur de rugby à XV argentin.
- 1976 :
  - JC Chasez (Joshua Scott Chasez dit), chanteur, compositeur et producteur de musique américain.
  - Tawny Cypress, actrice américaine.
  - Quang Dũng (Thái Văn Dũng dit), chanteur vietnamien.
- 1977 :
  - Tommy Ingebrigtsen, sauteur à ski norvégien.
  - Szilárd Németh, footballeur slovaque.
  - Romain Pitau, footballeur français.
- 1978 :
  - Nathanaël Karmitz, producteur et exploitant de cinéma français.
  - Louis Saha, footballeur français.
  - Massamesso Tchangaï, footballeur togolais.
  - Bertin Tomou, footballeur camerounais.
  - Vincent Vallières, chanteur et auteur-compositeur québécois.
- 1979 :
  - Benjamin Boyet, joueur de rugby à XV français.
  - Daniel Leon « Danny » Gabbidon, joueur de football gallois.
  - Rashard Lewis, joueur professionnel américain de basket-ball.
  - Guðjón Valur Sigurðsson, handballeur islandais.
  - Jonas Tomalty, chanteur canadien.
- 1980 :
  - Craig Breslow, joueur de baseball américain.
  - Abdeslam Mebarakou, footballeur algérien.
  - Michael Urie, acteur américain.
  - Victor Sintes, escrimeur français.
- 1981 :
  - Bradley John McIntosh, chanteur et acteur britannique.
  - Roger Federer, joueur de tennis suisse.
  - Meagan Good, actrice américaine.
- 1982 : Ross Ohlendorf, joueur de baseball américain.
- 1983 :
  - Alexandra Coletti, skieuse alpine monégasque.
  - Chris Dednam, joueur sud-africain de badminton.
  - Ivana Đerisilo, joueuse serbe de volley-ball.
  - Hitomi Kanehara (金原, ひとみ), romancière japonaise.
  - Vittorio Parrinello, boxeur italien.
  - Vivian Yusuf, judokate nigériane.
- 1984 : Matej Jurčo, coureur cycliste slovaque.
- 1986 :
  - Kateryna Bondarenko (Катерина Володимирівна Бондаренко), joueuse de tennis ukrainienne.
  - Neri Cardozo, footballeur argentin.
  - Peyton List, actrice américaine.
  - Huriana Manuel, joueuse de rugby à XV néo-zélandaise.
  - Charlotte Stokely, actrice de charme américaine.
- 1987 :
  - Pierre Boulanger, acteur français.
  - Katie Leung, actrice écossaise.
  - Tatjana Malek, joueuse de tennis allemande.
- 1988 :
  - Flavia Bujor, auteure française d’origine roumaine.
  - Alix Faye-Chellali, footballeuse française.
  - Beatrice d'York, princesse britannique, fille d’Andrew d'York et de Sarah Ferguson.
- 1989 : 
  - Sesil Karatantcheva (Сесил Радославова Каратанчева), joueuse de tennis bulgare.
  - Aziz Khalouta, footballeur néerlando-marocain.
- 1992 : Casey Cott, acteur américain.
- 1993 : Emilie Mehl, femme politique norvégienne, ministre.
- 1995 : S.Coups(Choi Seungcheol), rappeur et danseur coréen.
- 1996 : Kiko Seike, footballeuse internationale japonaise.
- 1998 :
  - Shawn Mendes, chanteur canadien.
  - Ryan García, boxeur américain.
- 2000 : 
  - Félix Auger-Aliassime, joueur de tennis canadien.
  - Achraf Mahboubi, taekwondoïste marocain.

### XXIesiècle
- 2001 :  
  - Peter Pokorný, footballeur slovaque.
  - Karólína Lea Vilhjálmsdóttir, footballeuse islandaise.
- 2002 : KJ Simpson, basketteur américain.
- 2003 : Jonas Urbig, footballeur allemand.
- 2006 :
  - Tidiam Gomis, footballeur français.
  - Mikkel Hope, footballeur norvégien.

## Décès

### IIesiècle
- 117 : Trajan (Marcus Ulpius Traianus dit), empereur romain de 98 à cette mort (° 18 septembre 53).

### IXesiècle
- 869 : Lothaire II, roi de Lotharingie, de 855 à 869 (° vers 835).

### Xesiècle
- 998 : Seo Hui, diplomate et un homme politique coréen (° 942)

### XIesiècle
- 1086 : Conrad Ier de Luxembourg, comte du Luxembourg de 1059 à 1086 (° vers 1040).

### XIVesiècle
- 1303 : Henri de Castille, infant et régent de Castille (° 6 mars 1230).
- 1356 : Giovanni Gradenigo, doge de Venise, de 1355 à 1356 (° vers 1280).

### XVesiècle
- 1496 : Qait Bay, sultan mamelouk, de 1468 à 1496 (° vers 1416).

### XVIesiècle
- 1524 : Stanislas de Mazovie, duc de Mazovie (° 17 mai 1501).
- 1551 : Tomas de Berlanga, évêque de Panama (° 1487).
- 1553 : Girolamo Fracastoro, médecin, poète et humaniste italien (° 1478 ou 1483).
- 1555 : Oronce Fine, cartographe, mathématicien et inventeur français (° 20 décembre 1494).
- 1588 : Alonso Sanchez Coello, peintre espagnol (° 1531/1532).

### XVIIesiècle
- 1616 : Cornelis Ketel, peintre néerlandais (° 18 mars 1548).
- 1684 : George Booth, homme politique anglais (° 1622).
- 1694 : Antoine Arnauld, prêtre, théologien, philosophe et mathématicien français (° 6 février 1612).

### XVIIIesiècle
- 1719 : Christoph Ludwig Agricola, peintre allemand (° 5 novembre 1667).
- 1746 : Francis Hutcheson, philosophe écossais (° 8 août 1694).
- 1747 : Madeleine de Verchères, héroïne de la Nouvelle-France (° 3 mars 1678).
- 1759 : Carl Heinrich Graun, compositeur allemand  (° 7 mai 1704).
- 1780 : Pierre-Martial Cibot, jésuite et missionnaire français (° 15 août 1727).

### XIXesiècle
- 1820 : Louis-Jean-Baptiste-Étienne Vigée, auteur dramatique et homme de lettres français (° 2 décembre 1758).
- 1827 : George Canning, homme d’État britannique, premier ministre et chancelier de l’Échiquier d’avril à août 1827, secrétaire d’État des Affaires étrangères de 1807 à 1809 et de 1822 à 1827 (° 11 avril 1770).
- 1849 : 
  - Ugo Bassi, patriote italien (° 12 août 1800).
  - Giovanni Livraghi, patriote italien (° 1819).
- 1855 : Guglielmo Pepe, militaire italien, général d’Empire, un des acteurs du Risorgimento (° 13 février 1783).
- 1862 : Henry Grew, enseignant et un écrivain chrétien anglo-américain (° 1781).
- 1863 : Angus MacAskill, géant canadien d'origine écossaise et agriculteur (° 1822 ou 1825).
- 1873 :
  - Antoine Chintreuil, peintre français (° 15 mai 1814).
  - Stanley Clark Bagg, notaire, chroniqueur et riche héritier québécois (° 23 décembre 1820).
- 1878 : John Dunmore Lang, pasteur presbytérien, écrivain et homme politique australien (° 25 août 1799).
- 1882 : Gouverneur K. Warren, ingénieur civil et général dans l’Armée de l'Union lors de la guerre de Sécession (° 8 janvier 1830).
- 1887 : Alexander William Doniphan, homme politique et avocat américain (° 9 juillet 1808).
- 1895 : Christophe Thivrier, ouvrier et homme politique français (° 16 mai 1841).
- 1897 : 
  - Viktor Meyer, chimiste allemand (° 8 septembre 1848).
  - Jacob Burckhardt, historien et philosophe suisse (° 25 mai 1818).
- 1898 : Eugène Boudin, peintre français (° 12 juillet 1824).
- 1900 : József Szlávy, homme politique hongrois, plusieurs fois ministre, président de la Chambre des magnats de 1894 à 1896 et Premier ministre de 1872 à 1874 (° 23 novembre 1818).

### XXesiècle
- 1902 : James Tissot, peintre et graveur français (° 15 octobre 1836).
- 1908 : Joseph Maria Olbrich, architecte autrichien, un des fondateurs du mouvement de l’Art nouveau (° 22 décembre 1867).
- 1910 : Richard Wülker, angliciste allemand (° 29 juillet 1845).
- 1911 : William P. Frye, homme politique allemand (° 2 septembre 1830).
- 1912 : Cincinnatus Leconte (Jean-Jacques Dessalines Michel Cincinnatus Leconte dit), homme politique haïtien, président d’Haïti de 1911 à 1912 (° 29 septembre 1854).
- 1914 : Albano Lugli, peintre et céramiste italien (° 13 novembre 1834).
- 1915 : Honoré Hippolyte Achille Gervais, auteur, avocat et homme politique québécois (° 13 août 1864).
- 1918 : Michel Zévaco, écrivain et journaliste anarchiste français (° 1er février 1860).
- 1919 : Ernst Haeckel, zoologiste et philosophe allemand (° 16 février 1834).
- 1926 : Lizzie Holmes (Elizabeth Swank dite « Elizabeth Holmes, Lizzie » ou), journaliste et militante anarchiste américaine (° 1850).
- 1928 : Stjepan Radić, homme politique croate (° 11 juin 1871).
- 1929 : Rodolphe Archibald Reiss, criminologue et photographe suisse, pionnier de la police scientifique (° 8 juillet 1875).
- 1939 : Armand Alexandre Albert-Petit, historien français (° 16 novembre 1860).
- 1940 : Johnny Dodds, clarinettiste de blues et de jazz américain (° 12 avril 1892).
- 1944 :
  - Robert Darniche, résistant français (° 23 juillet 1910)
  - Erich Hoepner général allemand (° 14 septembre 1886)
  - Michael Wittmann, militaire allemand, connu pour avoir été l’un des plus efficaces chefs de chars (° 22 avril 1914).
  - Erwin von Witzleben, maréchal allemand (° 4 décembre 1881).
  - Robert Bernardis, militaire et résistant autrichien (° 7 août 1908).
  - Albrecht von Hagen, homme politique et résistant allemand (° 11 mars 1904).
  - Paul von Hase, général et résistant allemand (° 24 juillet 1885).
  - Erich Hoepner, général et résistant allemand (° 14 septembre 1886).
  - Friedrich Karl Klausing, officier et résistant allemand (° 24 mai 1920).
  - Hellmuth Stieff, général et résistant allemand (° 6 juin 1901).
  - Peter Yorck von Wartenburg, juriste et résistant allemand (° 13 novembre 1904).
- 1945 : Georgel (Georges Job dit), chanteur français (° 2 juillet 1884).
- 1946 : Vulcana, strongwoman galloise (° 6 mai 1874).
- 1971 : Freddie Spencer Chapman, explorateur et officier britannique (° 10 mai 1907).
- 1972 : Noël Bissot, auteur de bande dessinée belge (° 17 décembre 1916).
- 1973 :
  - Charles Meldreum Daniels, nageur américain (° 24 mars 1885).
  - José Villalonga Llorente, entraîneur espagnol (° 4 décembre 1919).
- 1974 : Baldur von Schirach, homme politique nazi allemand, chef des Jeunesses hitlériennes (° 9 mai 1907).
- 1975 :
  - Julian Edwin « Cannonball » Adderley, saxophoniste de jazz américain (° 15 septembre 1928).
  - Sune Almkvist, footballeur suédois (° 4 février 1886).
  - Pierre Lafue, professeur, directeur de collections historiques, critique littéraire français (° 18 septembre 1895).
- 1976 : Winston Hibler, réalisateur américain (° 8 octobre 1910).
- 1977 : Son Ngoc Thanh (សឺង ង៉ុកថាញ់), homme politique cambodgien, premier ministre du Cambodge en 1945 et en 1972 (° 7 décembre 1908).
- 1979 :
  - Feodor Lynen, biochimiste allemand, prix Nobel de médecine en 1964 (° 6 avril 1911).
  - Nicholas Monsarrat, romancier britannique (° 22 mars 1910).
- 1980 : Paul Triquet, militaire québécois (° 2 avril 1910).
- 1983 : Wild Bill Moore (William M. Moore dit), saxophoniste américain (° 13 juin 1918).
- 1984 :
  - Richard Deacon, acteur américain (° 14 mai 1921).
  - Walter Stone Tevis, écrivain américain de science-fiction et de roman noir (° 28 février 1928).
- 1985 :
  - Louise Brooks, actrice américaine (° 14 novembre 1906).
  - Leo Weisgerber, linguiste allemand (° 25 février 1899).
- 1988 : 
  - Félix Leclerc, auteur-compositeur et chanteur québécois (° 2 août 1914).
  - Alan Napier, acteur britannique (° 7 janvier 1903).
- 1991 : James Irwin, astronaute américain (° 17 mars 1930).
- 1992 : John Kordic, joueur de hockey sur glace canadien (° 22 mars 1965).
- 1993 : Harry Bellaver, acteur américain (° 12 février 1905).
- 1996 : Herbert Huncke, écrivain américain, pionnier des droits homosexuels (° 9 janvier 1915).
- 1997 : Paul Rudolph, architecte américain (° 23 octobre 1918).
- 1998 : Raymond Edward Brown, prêtre sulpicien, théologien et exégète américain (° 22 mai 1928).
- 1999 : Yolanda Vargas Dulché, écrivain et historietista mexicaine (° 18 juillet 1926).
- 2000 : Gilles Thibaut, auteur-compositeur français, coauteur de Comme d'habitude (° 21 septembre 1927).

### XXIesiècle
- 2001 :
  - Jean Dorst, naturaliste français académicien ès sciences (° 7 août 1924).
  - Jean-Louis Flandrin, historien français (° 4 juillet 1931).
- 2002 :
  - Bernard Chidzero, homme politique, écrivain et économiste zimbabwéen, ministre des Finances du Zimbabwe (° 7 juillet 1932).
  - Jacques Richard, acteur et doublure vocale française (° 10 mai 1931).
- 2003 : Falaba Issa Traoré, écrivain, comédien, réalisateur et dramaturge malien (° vers 1930).
- 2004 :
  - Andreas Matthae, homme politique allemand (° 8 novembre 1968).
  - Fay Wray, actrice américaine (° 15 septembre 1907).
- 2005 :
  - Barbara Bel Geddes, actrice américaine (° 31 octobre 1922).
  - John Harold Johnson, homme d’affaires et éditeur américain (° 19 janvier 1918).
  - Gene William Mauch, joueur et gérant au baseball américain (° 18 novembre 1925).
- 2006 :
  - Hélène Hily, actrice française (° 29 mai 1937).
  - Sylvère Monod, traducteur, essayiste et universitaire français (° 9 octobre 1921).
- 2007 : Melville Shavelson, réalisateur, scénariste et producteur américain (° 1er avril 1917)
- 2008 : Orville Moody, golfeur américain (° 9 décembre 1933).
- 2009 :
  - Daniel Jarque, footballeur espagnol (° 1er janvier 1983).
  - Émile Papiernik, médecin français (° 14 février 1936).
  - Jone Railomo, joueur de rugby à XV fidjien (° 26 février 1981).
- 2010 : Patricia Neal, actrice américaine (° 20 janvier 1926).
- 2011 : Huguette Proulx, journaliste, chroniqueuse et animatrice québécoise (° 4 janvier 1922).
- 2012 : Fay Ajzenberg-Selove, physicienne et universitaire germano-américaine (° 13 février 1926).
- 2013 : Léon Taverdet, évêque français (° 17 juillet 1923).
- 2016 :
  - Edward Daly, prélat catholique irlandais (° 5 décembre 1933).
  - Željko Kopanja, journaliste bosnien (° 21 octobre 1954).
- 2017 :
  - Glen Campbell, chanteur, acteur et musicien américain (° 22 avril 1936).
  - Barbara Cook, actrice et chanteuse américaine (° 25 octobre 1927).
  - Max DePree, homme d'affaires américain (° 28 octobre 1927).
  - Dick MacPherson, entraîneur de Foot U.S. américain (° 4 novembre 1930).
  - Pēteris Plakidis, pianiste et compositeur letton (° 4 mars 1947).
  - Rius (Eduardo del Río dit), dessinateur et écrivain mexicain (° 20 juin 1934).
  - Gonzague Saint-Bris, écrivain et journaliste français (° 26 janvier 1948).
  - Jorge Zorreguieta, homme politique argentin (° 18 janvier 1928).
- 2018 : 
  - Nicholas Bett, athlète de haies kényan (° 27 janvier 1990).
  - Lucien-René Delsalle, historien français (° 10 octobre 1935).
  - Willie Dille, femme politique néerlandaise (° 2 juin 1965).
  - Takeshi Onaga, homme politique japonais (º 2 octobre 1950).
- 2019 : 
  - Ernie Colón, dessinateur de comics et lettreur américain (º 13 juillet 1935).
  - Jean-Pierre Mocky, cinéaste français (º 6 juillet 1929).
- 2020 : 
  - Pedro Casaldáliga, évêque catholique espagnol puis brésilien (° 16 février 1928).
  - Guy Hauray, homme d'affaires, coach mental, producteur, promoteur et commentateur sportif franco-canadien (° 11 février 1943).
- 2021 : 
  - Bobby Bowden, joueur et entraîneur de foot U.S. américain (° 8 novembre 1929).
  - Najma Chaudhury, universitaire bangladaise (° 26 février 1942).
  - Bill Davis, homme politique canadien (º 30 juillet 1929).
  - Paul Hellyer, homme politique canadien (° 6 août 1923).
- 2022 : 
  - Lamont Dozier, auteur-compositeur et producteur américains de musique soul (° 16 juin 1941).
  - Olivia Newton-John, chanteuse et actrice australo-britannique (° 26 septembre 1948).
- 2023 : 
  - Federico Bahamontes, champion cycliste espagnol (° 9 juillet 1928).
  - Alfredo Barlucchi, basketteur et entraîneur italien (° 2 mars 1940).
  - Ioulia Borissova, actrice et comédienne soviétique puis russe (° 17 mars 1925).
  - Julio Capote, acteur de télévision cubain puis vénézuélien (° 22 octobre 1932).
  - Dominique Hulin, acteur et cascadeur français (° 11 juin 1952).
  - Ian G. Macdonald, mathématicien britannique (° 11 octobre 1928).
  - Richard Murphy, rameur d'aviron américain (° 14 novembre 1931).
- 2024 :
  - Elizabeth A. R. Brown, historienne américaine (° 16 février 1932).
  - Issa Hayatou, footballeur et dirigeant de football camerounais (° 9 août 1946).
  - Tomasz Lisowicz, coureur cycliste polonais (° 23 février 1977).
  - Mitzi McCall, actrice et scénariste américaine (° 9 septembre 1932).
  - Larbi Nasra, homme d'affaires et homme politique tunisien (° 15 janvier 1947).
  - Zoran Petrović, arbitre de football yougoslave puis serbe (° 10 avril 1952).
  - Jorge Rodríguez, footballeur international mexicain (° 18 avril 1968).
  - Woody Thompson, joueur américain de football U.S. américain (° 20 août 1952).
- 2025 : 
  - Jamal Al-Qadiri Al-Boutchichi, maître spirituel marocain (° 1942).
  - Arlindo Domingos da Cruz Filho, compositeurs de samba et de pagode brésilien (° 14 septembre 1958).
  - Gérard Fayolle, homme politique et essayiste français (° 11 octobre 1937).
  - Estanislao Esteban Karlic, cardinal argentin, archevêque de Paraná (° 7 février 1926).
  - William H. Webster, juriste et avocat américain (° 6 mars 1924).

## Célébrations

### Internationale
Journée internationale du chat (International Cat Day).

### Nationales
- Belgique (Union européenne à zone euro) : plantation en plein début d'août d'un meyboom / arbre de mai à Bruxelles et Louvain en Flandre.
- Chili : día del chocolate / « journée du chocolat ».
- Suède (Union européenne) : Drottningens namnsdag / « fête de la Reine » et « du drapeau (ci-contre) », du nom de la reine Silvia.
- Taïwan : fête des pères car en mandarin « 8-8 » (pour 8 août) se dit Ba-Ba qui est quasi-homophone / parophone du mot « papa ».
- Tanzanie (Union africaine) :Wakulima ya Nane Nane, littéralement « cultivateurs du 8-8 » en swahili, ou « fête des agriculteurs ».

### Saints des Églises chrétiennes

#### Saints catholiques et orthodoxes du jour
Référencés ci-après in fine, :
- Cyriaque († vers 303 ou 304), diacre, avec Large, Crescentien, Memmie, Julienne, Smaragde et dix-huit autres, martyrs à Rome sous Dioclétien et Maximien.
- Émilien de Cyzique († vers 820) dit « le Confesseur », évêque de Cyzique en Thrace et confesseur, défenseur des saintes icônes, exilé par Léon V l'Arménien.
- Eusèbe de Milan († vers 465 ou 475), d’origine grecque, évêque de Milan en Lombardie, lutta contre le monophysisme.
- Hormisdas († vers 420) - ou « Achéménide » -, noble perse, esclave sous Varan V, martyr à Ahmadan sous Chapour Ier ; fêté le 3 novembre en Orient.
- Liébaut de Fleury († vers 650) - ou « Liébault », « Léobald », « Leobaldus », « Leodebaldus », ou « Leodebodus » -, abbé fondateur du monastère de Saint-Benoît-sur-Loire.
- Marin de Tarse († vers 290 ou 303 ou 311), vieillard martyr à Tarse en Cilicie durant la persécution de Dioclétien.
- Mommole († vers 678) - ou « Mummolus » -, deuxième abbé de Fleury, où il fit venir les reliques de saint Benoît.
- Myron († vers 350), évêque de Gortyne et archevêque de l’Église primitive de Crète, thaumaturge.
- Second, Carpophore, Victorin et Sévérien († vers 305), greffiers militaires de la préfecture urbaine, martyrs à Albano sous Dioclétien, appelés aussi les Quatre Saints couronnés.
- Sévère († vers 445) - ou « Séver », ou « Séverin »-, prêtre venu d’Inde, évangélisateur dans la région de Vienne en Dauphiné.
- Sigrade († 680), mère de saint Léger l’évêque d’Autun, veuve et moniale exilée à Soissons en Picardie par le maire du palais Ébroïn.

#### Saints et bienheureux catholiques du jour
référencés ci-après :
- Altmann de Passau († 1091), originaire de Westphalie, chanoine de Paderborn et d’Aix-la-Chapelle, chapelain de l’empereur Henri III du Saint-Empire puis évêque de Passau.
- Bonifacia Rodriguez Castro († 1905), religieuse espagnole et fondatrice de la Congrégation des Servantes de Saint-Joseph en Espagne.
- Dominique de Guzmán († 1221) - ou « Domingo de Osma » -, fondateur de l’ordre dominicain.
- Famien († vers 1150), né à Cologne, ermite à Gallese, près de Viterbe en Toscane.
- John Felton († 1570), bienheureux laïc anglais martyr dépecé à vif en Angleterre sous Élisabeth Ire[11].
- Jean Fingley et Robert Bickerdike († 1586), prêtre et laïc, bienheureux, martyrs à York en Angleterre.
- Jeanne d'Aza († vers 1203), bienheureuse, en Vieille-Castille, mère de saint Dominique et du bienheureux Mannès de Guzmán.
- Marie Marguerite Caiani († 1921), bienheureuse religieuse italienne et fondatrice des franciscaines minimes du Sacré-Cœur.
- Mary MacKillop († 1909), bienheureuse australienne, fondatrice des Sœurs de St Joseph du Sacré-Cœur.
- Paul Keye († 1900), martyr à Si-Siao-Tchiu (ou Xixiaodun), dans la province chinoise de Hebei, durant la persécution des boxers.
- Rathard (IXe siècle), bienheureux, prêtre en Bavière, chanoine d’Augsbourg et fondateur de l’église Saint-Georges (de) à Diessen.
- 6 nouveaux martyrs de la guerre d’Espagne : Marie Baldillou y Bullit († 1936) (Marie de l’Enfant Jésus) avec ses quatre compagnes religieuses : Pascaline Gallen y Marti (Sœur de la Présentation de la Sainte Famille), Marie Giron y Romera (Marie-Louise de Jésus), Nazaire Gomez y Lezaun (Carmen de Saint Philippe Neri), Antonie Riba y Mestres (Clémence de Saint Jean-Baptiste), de l’Institut des Filles de Marie des Écoles religieuses et le prêtre d’Er Saler, Antoine Silvestre Moya, bienheureux, martyrs près de Valence, pendant la guerre civile d'Espagne
- Vladimir Laskowski († 1940) - ou « Wlodzimierz » -, bienheureux, prêtre de Poznań et martyr au camp de concentration de Gusen en Autriche.

#### Saints orthodoxes?
Outre les saints œcuméniques voire pré-schismatiques ci-avant, aux dates parfois "juliennes" / orientales ...
- Anastase de Thessalonique († 1794), armurier d’origine bulgare, martyr à Thessalonique par la main des musulmans ottomans.
- Triantaphyllos († 1680), marin né à Zagora près de Volos, martyr à Constantinople par la main des musulmans.

### Prénoms du jour
Bonne fête aux Dominique femmes et hommes ;
- leurs variantes féminines : Domenica, Domenika, Dominica, Dominiquette ;
- leurs variantes masculines : Demenico, Demingo, Domenech, Domenach, Domenic, Domenikos, Domineuc, Domingo, Domini, Dominic, Dominico, Domenico, Dominig, Dominik, Domino, Dominy, Douménique' ;
- leurs versions composées : Anne-Dominique, Dominique-Marie, Francois-Dominique, Jean-Dominique, Louis-Dominique, Marie-Dominique, Pierre-Dominique ;
- leurs diminutifs : Do, Dom, Domi, Doumé, Jean-Do, Jean-Domi, Marie-Do, Mica, Mika, Mini, Minig, Minkes, Minna, Minnie, Nica, Nick, Nika, Nikoucha, etc.

Et aussi aux :
- Cyriaque et ses variantes : Cyriacus, Cyrus, etc. (et 18 mars des Cyril(le)).
- Donia (voir les 15 juillet ?).
- Gwenneg et ses variantes autant bretonnes : Guennoc, Guesnoc, Gwennog, Venec, Venoc, Vinoc, Winoc, etc.

## Traditions et superstitions

### Dictons
- « À la Saint-Dominique, ne te plains pas si le soleil pique. »[12]
- « Saint Dominique a souvent chaud dans sa tunique. »
- « S’il fait très chaud à la Saint-Dominique, l’hiver sera rude. »[13]

### Astrologie
Signe du zodiaque : dix-septième jour du signe astrologique du lion.

## Toponymie, odonymie
Les noms de plusieurs voies, places, sites ou édifices de pays ou régions francophones contiennent cette date sous diverses graphies : voir Huit-Août .